# الحزب الدستوري الإيراني
الحزب الدستوري الإيراني (بالفارسية: حزب مشروطه ایران) هو حزب سياسي ملكي إيراني معارض يعمل في المنفى. تأسس عام 1994 من قبل أنصار سلالة بهلوي السابقين في المنفى، ومن بينهم الوزير السابق داريوش همايون، بهدف استعادة الملكية الدستورية في إيران. يدين الحزب الثورة الإسلامية عام 1979 ويدعو إلى عودة النظام الملكي بقيادة ولي العهد رضا بهلوي في إطار نظام ديمقراطي ليبرالي.
يشغل فؤاد بشائي منصب الأمين العام للحزب منذ منتصف العقد الأول من القرن الحادي والعشرين بعد فترة قيادة همايون. يتخذ الحزب مقره الرئيسي في لوس أنجلوس وينشط بشكل أساسي بين الجاليات الإيرانية في الشتات.

## التاريخ

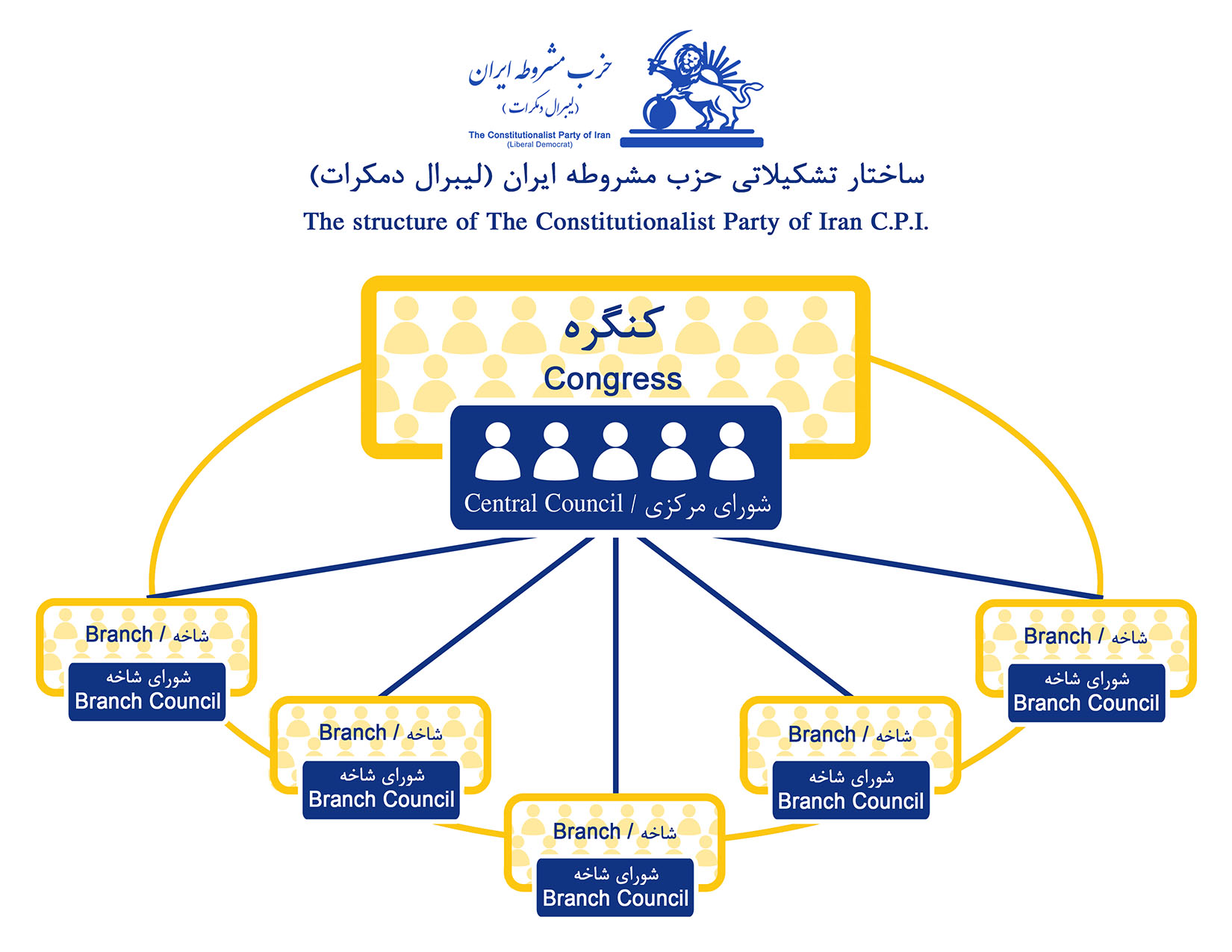
الهيكل التنظيمي للحزب الدستوري الإيراني

يرجع أصل الحزب إلى أوائل تسعينيات القرن العشرين عندما بدأ الحراك الملكي الإيراني في المنفى. وبعد عامين من العمل التحضيري من قبل لجنة تأسيسية، تم الإعلان رسمياً عن تأسيس الحزب خلال مؤتمر عُقد في 9–10 أبريل 1994 في كولونيا، ألمانيا، تحت اسم "منظمة الدستوريين الإيرانيين" (Sazman-e Mashruteh Khahan-e Iran). كان داريوش همايون هو المؤسس الأول وقائد الحزب، وكان وزيرًا سابقًا للإعلام في عهد محمد رضا شاه بهلوي.
قاد همايون الحزب نحو تطوير برنامج يدعو إلى الملكية الدستورية إلى جانب الحكم الديمقراطي العلماني. وفي عام 2004، انسحب من القيادة المباشرة، وانتخب فؤاد بشائي أمينًا عامًا. ظل همايون شخصية مؤثرة حتى وفاته في عام 2011.
في عام 2013، انضم الحزب إلى المجلس الوطني لإيران، الذي أطلقه رضا بهلوي لتوحيد قوى المعارضة الديمقراطية.

## الأيديولوجية والمنصة
يصف الحزب نفسه بأنه منظمة تؤمن بالملكية الدستورية والديمقراطية الليبرالية. يدعو الحزب إلى إعادة تأسيس الملكية الدستورية مع الحفاظ على الحكم الديمقراطي، وحقوق الإنسان، والعلمانية، وسيادة القانون.

## الأنشطة والتحالفات
ينشط الحزب بين الإيرانيين في الخارج من خلال تنظيم الحملات الإعلامية والمنتديات السياسية والمبادرات الدولية.
في عام 2022، كان الحزب من بين 12 منظمة معارضة إيرانية وقعت بيانًا مشتركًا لدعم رضا بهلوي ودعوة إلى الوحدة الوطنية.